# SPring-8

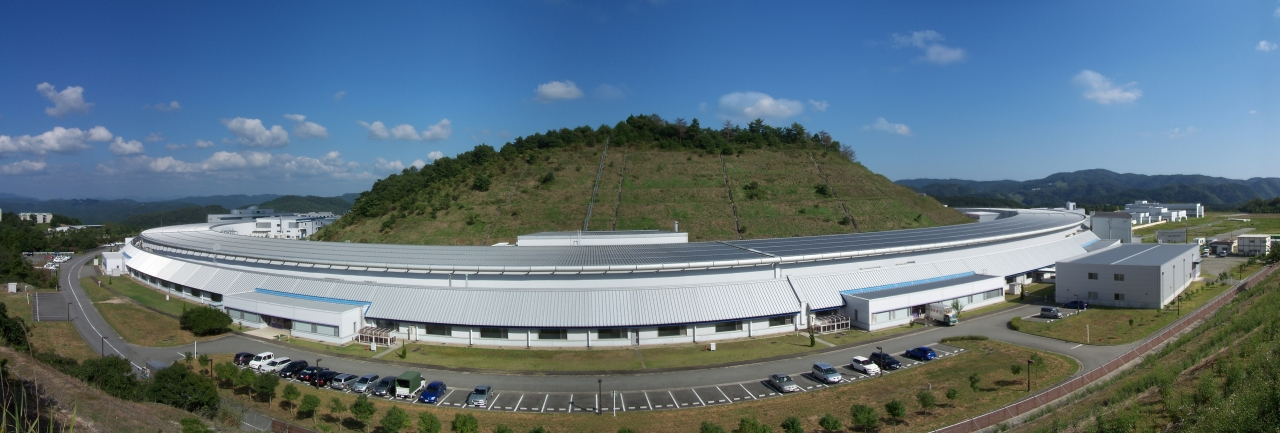
SPring-8

SPring-8 (Super Photon ring - 8 GeV o «Anillo de Superfotones a 8 GeV») es un laboratorio dedicado a la producción de radiación sincrotrón de rayos X y otras energías para fines científicos e industriales. El sincrotrón de 8 GeV es una de las instalaciones de este tipo de mayor energía del mundo. Se encuentra ubicado en el parque científico de Harima, en la prefectura de Hyogo, Japón. La instalación es propiedad de RIKEN, el Instituto de Investigación en Física y Química de Japón; la operación, mantenimiento y administración de los experimentos está a cargo del Instituto de Investigación de Radiación Sincrotrón de Japón (JASRI).

## Historia
El acuerdo  para el establecimiento de SPring-8 se concretó en 1988. La decisión de ubicar la instalación en Harima se tomó un año más tarde y la construcción comenzó en 1991. La tarea de administrar y promocionar el uso de la instalación le fue adjudicada al Instituto de Investigación de Radiación Sincrotrón de Japón (JASRI) en 1994. La primera emisión de luz sincrotrón tuvo lugar en marzo de 1997 y en octubre del mismo año los primeros usuarios empezaron a realizar experimentos. En 1998 se construyó un segundo sincrotrón de menor tamaño, NewSUBARU, operado por la universidad de Hyogo para uso industrial. Tras la puesta en marcha del láser de electrones libres SACLA, empezó a tomar forma la idea de remodelar el sincrotrón para disminuir la emitancia e incrementar la coherencia del haz. El diseño de la nueva instalación se publicó en 2014.

## Aceleradores
SPring-8 cuenta con cuatro aceleradores de electrones. Uno de ellos es un acelerador linear (Linac) de 1 GeV para la aceleración inicial de los electrones; estos pasan a un sincrotrón booster que los acelera  hasta que alcanzan la energía de 8 GeV, cuando son inyectados en el anillo de almacenamiento en donde se sitúan las líneas de luz utilizadas para los experimentos. En cuarto acelerador es el anillo de almacenamiento de 1.5 GeV NewSUBARU, que recibe los electrones directamente del linac.

## Líneas de luz
Spring-8 cuenta con un total de 57 líneas de luz optimizadas para diferentes técnicas experimentales. 26 de ellas son públicas, disponibles para usuarios de Japón o internacionales. Otras 19 operan bajo contrato con compañías privadas, universidades y otras instituciones. RIKEN posee 9 líneas y las 2 restantes se utilizan para evaluar y caracterizar el funcionamiento del acelerador. A fecha de 2014, una línea nueva se encuentra en construcción.[actualizar]
Las mayoría de las líneas operan en la región del espectro electromagnético correspondiente a los rayos X. Entre todas ellas abarcan el espectro entero en esta región, desde los rayos X «blandos» de baja energía ( de 0.3 a 2 keV) hasta energías de unos 150 keV. También existe una línea de luz infrarroja de 12 meV hasta 2.48 eV. En todas estas líneas la radiación sincrotrón proviene de un ondulador o un imán curvador o bending magnet. Los experimentos realizados comprenden un amplio abanico de técnicas en las áreas de biología estructural, investigación en medicina, estructura y propiedades de materiales, química, geología y ciencias del medio ambiente.
Existe también dos líneas de rayos gamma, generados por efecto Compton inverso al interaccionar la luz de un láser ultravioleta con los electrones de 8 GeV circulando en el anillo de almacenamiento. Estas líneas, utilizada para estudios de física nuclear, pertenecen a la Universidad de Osaka.

## SACLA
SPring-8 alberga en su campus el láser de electrones libres SACLA (SPring-8 Angstrom Compact free electron laser), inaugurado en 2011. SACLA es el láser de electrones libres de rayos X de mayor energía del mundo.  Los primeros experimentos tuvieron lugar en marzo de 2012.